# Lijst van burgemeesters van Rucphen
Dit is een lijst van burgemeesters van de Nederlandse gemeente Rucphen in de provincie Noord-Brabant.
| Ambtsperiode | Naam burgemeester                     | Partij of stroming | Bijzonderheden                          |
| ------------ | ------------------------------------- | ------------------ | --------------------------------------- |
| 1681 - ?     | Hubertus Janssen (Huibert) Gielen     |                    |                                         |
| 1688 - ?     | Henricus Stevense Braet (Braad)       |                    |                                         |
| 1813 - 1832  | J. Voeten Sr.                         |                    |                                         |
| 1832 - 1838  | Joseph Voeten Jr.                     |                    |                                         |
| 1838 - 1872  | N. (Nicolaas) de Weert (ca.1811-1872) |                    |                                         |
| 1872 - 1894  | H. Antonissen                         |                    |                                         |
| 1894 - 1910  | C.J. de Regt                          |                    |                                         |
| 1911 - 1922  | A. Mol                                |                    |                                         |
| 1922 - 1934  | Frans (F.J.) Crusio                   |                    | eerder burgemeester van Standdaarbuiten |
| 1935 - 1937  | P.J.J. Letschert                      |                    |                                         |
| 1937 - 1945  | Johannes Josephus van Buitenen        |                    |                                         |
| 1946 - 1948  | A.C.J. van Mechelen                   |                    |                                         |
| 1949 - 1970  | Piet (P.B.M.) Alberts                 | KVP                |                                         |
| 1970 - 1981  | Harry (H.J.J.) Derckx                 | KVP/CDA            |                                         |
| 1981 - 2000  | Wim du Chatinier                      | CDA                |                                         |
| 2000 - 2001  | Ed (E.H.) van Dommelen                | CDA                | waarnemend                              |
| 2001 - 2010  | Rinus (M.L.) Everaers                 | VVD                |                                         |
| 2011 - heden | Marjolein van der Meer Mohr           | VVD                |                                         |